# 1630
1630 (MDCXXX) je bilo navadno leto, ki se je po gregorijanskem koledarju začelo na torek, po 10 dni počasnejšem julijanskem koledarju pa na petek.

## Dogodki
- 17. maj - Niccolò Zucchi s svojim daljnogledom opazuje pege na Jupitru.

## Rojstva
- 8. februar - Pierre Daniel Huet, francoski teolog († 1721)
- - Isaac Barrow, angleški klasični učenjak, matematik, teolog († 1677)
- - Jean Richer, francoski astronom († 1696)
- - Kaibara Ekken, japonski konfucijanski filozof in botanik († 1714)

## Smrti
- 26. januar - Henry Briggs, angleški matematik (* 1561)
- 15. november - Johannes Kepler, nemški astronom, matematik, astrolog (* 1571)